# Vincent Romano
Vincent Romano, rodným jménem Vincenzo Domenico Romano (3. června 1751, Torre del Greco – 20. prosince 1831, tamtéž) byl italský římskokatolický kněz. Katolická církev jej uctívá jako světce.

## Život
Narodil se dne 3. června 1751 v městečku Torre del Greco poblíž Neapole chudým rodičům Nicolu Lucovi and Marii Grazii Rivieccio. Pokřtěn byl 4. června téhož roku. Byl pojmenován Vincenzo (Vincent) na počest sv. Vincence Ferrerského.
Již v dětství se u něj projevila vroucí zbožnost a později se rozhodl stát knězem. Svá kněžská studia zahájil v Neapoli ve svých čtrnácti letech. Během studií jej vyučoval mimo jiné bl. Mariano Arciero. Na kněze byl vysvěcen dne 10. června 1775 v bazilice Santa Restituta v Neapoli. Svoji primiční mši svatou sloužil o den později 11. června. Poté byl poslán působit do své rodné obce.
Po erupci nedaleké sopky Vesuv dne 15. června 1794 pomáhal uklízet trosky a pracoval na obnově poničeného kostela. Na ní pracoval i po roce 1799, kdy se stal farním vikářem. Věnoval se mládeži a byl známý svou péčí o sirotky. Byl také oblíbeným kazatelem.
Dne 1. ledna 1825 upadl a zlomil si stehenní kost na levé noze, což zhoršilo jeho zdraví. Zemřel dne 20. prosince 1831 v Torre del Greco. Pohřben byl v bazilice Santa Croce v Torre del Greco. Jeho ostatky byly několikrát exhumovány. Dne 11. listopadu 1990 navštívil jeho hrobku papež sv. Jan Pavel II.

## Úcta

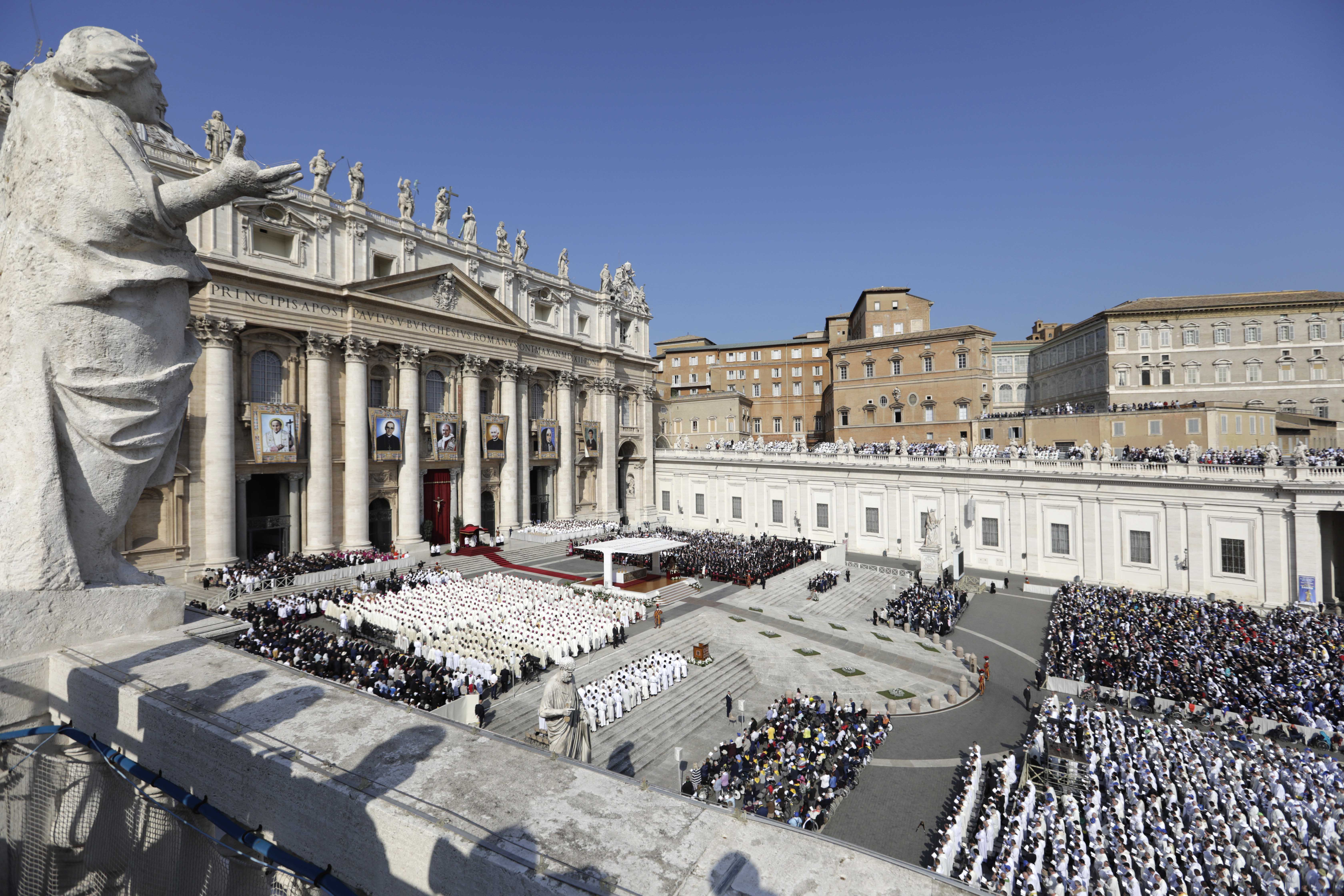
Svatořečení Vincenta Romana a dalších světců na Svatopetrském náměstí ve Vatikánu

Jeho beatifikační proces byl zahájen dne 22. září 1843, čímž obdržel titul služebník Boží. Dne 25. března 1895 byl papežem Lvem XIII. podepsáním dekretu o jeho hrdinských ctnostech prohlášen za ctihodného. Dne 5. října 1963 byly uznány zázraky na jeho přímluvu, potřebné pro jeho blahořečení.

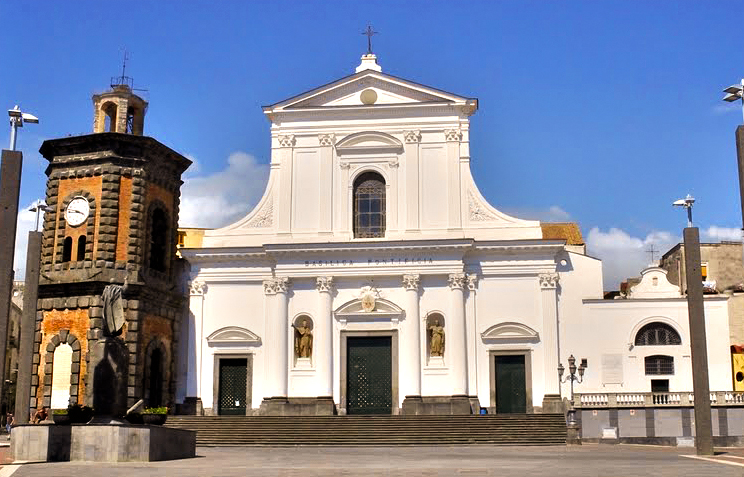
Bazilika Santa Croce v Torre del Greco, ve které je pohřben

Blahořečen byl v bazilice sv. Petra dne 17. listopadu 1963 papežem sv. Pavlem VI. Dne 6. března 2018 byl uznán zázrak na jeho přímluvu, potřebný pro jeho svatořečení. Svatořečen pak byl spolu s několika dalšími světci dne 14. října 2018 na Svatopetrském náměstí papežem Františkem.
Jeho památka je připomínána 20. prosince. Bývá zobrazován v kněžském oděvu.